# كيركوساري (جزيرة فنلندية)
كيركوساري (وتسمى ايضتجزيرة الكنيسة) هي جزيرة صغيرة في فنلندا. وهي محاطة ببحيرة بيلافيسي وهي جزء من بلدية بيلافيسي . كان مركز الرعية السابق ، وكان يسمى في الأصل لاماسالوا Lammassalo.
يوجد جسر يربطبين جزيرة كيركوساري مع البر الرئيسي عبر نهر تينهوساري الشمالي. في الجزء الجنوبي من الجزيرة، تبرز تل كيركونيمي حيث يقع تل كيركوفوري الذي يبلغ ارتفاعه 144 مترًا. يوجد أيضًا طريق يربط الجزيرة بـ Pangansalo.

## جزيرة الكنيسة
عام 1683 حصل سكان بيلافيسي على إذن من أسقف فيبوري بيتروس بانغ لبناء كنيسة. الموقع المختار هو كيركوساري ،  لأنه يقع بالقرب من قنوات وصلات مياه جيدة. اكتمل البناء في عام 1961.
في الوقت الحاضر ، يوجد في ساحة الكنيسة القديمة برج جرس ونصب تذكاري لأولئك الذين ماتوا خلال المجاعة في ستينيات القرن التاسع عشر. تم بناء تمثال رفيع من عصر النهضة على طراز أوستروبوثنيان في عام 1748 تحت إشراف أندرس بروفالين جودولا 
كانت هناك ثلاث كنائس في الجزيرة حتى تم نقلها إلى هيكانييمي ، بيلافيسي في الخمسينيات من القرن التاسع عشر.